# Elosman Euller Silva Cavalcanti
Elosman Euller Silva Cavalcanti (4 de enero de 1995) es un futbolista brasileño que juega como defensa en el Seoul E-Land F. C. de la K League 2.

## Trayectoria
Jugó para clubes como el E. C. Vitória y Avispa Fukuoka.

## Clubes
| Club               | País           | Año       |
| ------------------ | -------------- | --------- |
| E. C. Vitória      | Brasil         | 2013-2017 |
| Avispa Fukuoka     | Japón          | 2017-2018 |
| Al-Shabab Club     | Arabia Saudita | 2018      |
| CSA                | Brasil         | 2019      |
| Ferroviária        | Brasil         | 2020      |
| AEL Limassol       | Chipre         | 2020-2022 |
| G. D. Chaves       | Portugal       | 2022-2023 |
| C. S. Marítimo     | Portugal       | 2023-2025 |
| Seoul E-Land F. C. | Corea del Sur  | 2025-     |